# 東奥日報ニュース
『東奥日報ニュース』（とうおうにっぽうニュース）は、青森放送（RAB）のテレビ番組・ラジオ番組におけるスポットニュースのタイトルである。なお、ここでは、年末年始や特番などの特別編成時などに放送される『RABニュース』（アールエービーニュース）についても詳述する。

## 概要
1953年の開局当初から続いている。テレビにおいては自社取材のローカルニュースのみだが、ラジオにおいては内外のニュースも合わせて伝えている（共同通信の配信受け）。なお、テレビにおいて『RABニュースレーダー』が朝の放送だった1977年3月までは、平日夕方（18:25 - 18:40→18:50 - 19:00）にも放送があった。

## 現在の放送時間
2022年4月1日現在

### テレビ
平日

昼・11:39 - 11:45（『NNNストレイトニュース』に続けてSBを挿んで放送。2018年4月以前は11:38:50開始）
火曜 - 木曜夜・19:54 - 20:00（19時からの2時間特番時は従前通りの時間）
金曜夜・20:54 - 21:00
土曜
昼・11:35 - 11:40
夕・17:20 - 17:30
夜・20:54 - 21:00
日曜
昼・11:25 - 11:30
夕・18:52:25頃 - 18:53:55（『真相報道 バンキシャ!』に内包。ローカル枠が短いため、この枠のみタイトルバックと天気予報は割愛）
夜・20:54 - 21:00

#### 備考
朝
- 平日は、「RABニュースレーダー」の夕方移動後から「ズームイン!!朝!」開始までは7:30から、1995年3月まで10分のそれぞれ単独番組として[2]、以後は「ジパングあさ6」（ - 2001年9月）、「ズームイン!SUPER」（2001年10月 - 2009年3月）[3]に内包で放送。
- 日曜は7:00 - 7:05で単独番組として放送。2006年3月までは7:10までの10分枠で放送、天気予報も内包していた。
- 土曜も1996年3月までは7:00 - 7:10に放送枠があったが、「ズームイン!!サタデー」の開始で他曜日に先んじて廃枠となった。2009年3月をもって朝の放送を全面廃止。以後、朝番組内のローカル枠は全て、県内天気予報に差し替え。

昼
- 日曜の放送について、日テレが中継を担当する年の『東京マラソン』開催日と『さいたま国際マラソン』開催日は、「NNNストレイトニュース」放送後[4]の12:00から放送される。
- 2018年4月以前の平日は通常11:38:50にSB無しで日テレ発の「NNNストレイトニュース」から接続されるが、東証が休業日で経済情報が無い祝日や若干早くローカル枠に切り替わった場合は15秒時間あるときは「RABニュースレーダー」のスポットCM、5秒のときはRABもしくは日テレの番組告知の5秒スポットの後に定刻通りの11:38:50にオープニングが流れる。2018年4月以降で11:38:35に全国からローカルに切り替わる時は11:39:00までの25秒は15秒スポットとRABの番組告知で主にZIP!FRIDAYの10秒告知、11:38:50でローカル枠に切り替わる時は5秒告知を2本か10秒告知で繋ぐ。
- 年末年始などに通常の昼のニュースではないNNNニュースが編成される際にも内包ではなく、全曜日で通常時と同じ編成で放送されることがある[5]。

夜
- 2008年9月まで長らく全曜日 21:54 - 22:00だったが、20時台の「NNNニューススポット」終了により1時間繰り上げ。これにより、当時「金曜ロードショー」との兼ね合いで1985年10月より長らく放送枠がなかった金曜にも放送されることになった[6]。「NNNニューススポット」終了後は一時期の日曜日にミニ番組を編成していた時期以外は、特番編成時を除いて原則として全曜日 20:54 - 21:00だったが、2017年から月曜日は廃枠となり、2022年4月から日テレの改編で火曜・水曜・木曜は1時間繰り上がることになった。
- 編成によっては20時台の番組からSB無しで21時台の番組が放送されることがある。この場合その日は20:54枠の東奥日報ニュースは放送無し[7]。
- 2010年4月 - 2015年3月は、「あの瞬 RABテレビが伝えた青森」を放送するため、日曜の放送が一時休止となっていた。

毎年9月第1日曜日・昼の放送
「青森県民駅伝」中継に伴う特別編成のため、「NNNストレイトニュース」放送後の11:40 - 11:45に放送。
その他
- 2014年1月5日は、日テレサイドの編成の都合により、｢NNNストレイトニュース｣が11:50 - 12:00に放送されたが、当番組は直前の11:45 - 11:50に放送。
- 2020年4月から9月にかけての平日昼は、この期間内の一部に新型コロナウイルス緊急事態宣言が発令されていたこともあって「NNNストレイトニュース」のNNN枠を1分延長していた関係で平日昼の放送時間が11:39開始ではなく、11:40 - 11:45の1分短縮されていた時期があった[8]。

### ラジオ
特記のないものは、単独番組としての放送。単独放送時は5分枠、ワイド番組内包時は3分程での放送。
平日
- 7:03 / 7:50（この時間のみ「東奥日報ニュース&天気予報」として10分枠[9]で放送。） / 9:00 / 10:00（「朝わい!くりっぷ」に内包）
- 11:00
- 12:00 / 13:00（「らじすく!エア」に内包）
- 16:00

土曜
- 7:00
- 9:05頃 / 10:00 / 11:00（「麻生しおりの土曜はキュン」に内包）
- 12:00
- 13:05頃 / 15:00（「十日市秀悦のサタデー横丁」に内包）
- 18:00

日曜
- 7:55
- 9:55
- 11:00
- 12:05頃 / 13:00 / 14:00 （「らじ丸にっち!」に内包。同番組に出演するアシスタントのRABアナウンサーが担当）
- 18:00

#### 備考
- 単独放送時の担当アナウンサーは基本シフト制であるが、ワイド番組内でのニュースは番組MCのアナウンサー、アナウンス経験のあるMC[10]が担当。ただし、上記のMCが本社スタジオに不在（番組欠席・公開放送など）の時は代役のアナウンサーか土日午後のニュース番アナウンサーが担当する。
- 全曜日の正午と土日夕方の放送分は、内容を概ね県内ローカルニュースに充てている。
- 「防災の日」にあたる毎年9月1日の11時台放送分は、当該時間帯において文化放送制作の特番をネットするため休止していた時期がある。
- 2009年3月までは夜の放送もあり、かつては全曜日 22:00 - 22:05に最終版が放送されていたが、2000年代に入ってからは平日22・23時台にニッポン放送のネット番組を放送するようになったため、平日 21:00 - 21:05（日曜のみ20:55 - 21:00）に時間を繰り上げて、ナイターオフ期間に限って放送されていた。
  - なお、2001年度のナイターシーズンは平日 22:57 - 23:00に放送され、2002年度のナイターシーズンは平日 22:00 - 22:05に放送され、当時放送されていたallnightnippon SUPER!を22:05から飛び乗りの形でネットしていたが、数週間で終了し、以降は平日ナイターシーズン時の最終版は廃枠となった。
  - また、土曜最終版は2006年9月まではナイターシーズンに関わらず22:00 - 22:05に放送されていたが、同年10月から「土曜ワラッター!」に内包でナイターオフシーズンのみ21:00 - 21:05に放送されていた。
- 昭和50年代の一時期、平日において「ズームイン!!朝!」と当時ネットしていた「モーニングショー」の合間（8:25前後 - 8:30）に放送していた期間があった。これは当時、編成の都合及び「プロ野球ニュース」を遅れネットで放送していた関係で朝6時台に放送枠が取れなかったため。
- また、テレビでは、昭和40年代頃までは、午後(概ね15時台)や22時台[11]及び23時の放送もあった。更に、ラジオでは、開局時から昭和50年代頃までは、平日朝6時台の放送もあった。
- ラジオ版の土曜日12時の放送は「RABラ・テ」のような特別編成時には「麻生しおりの土曜はキュン」を5分短縮し、繰り上げ放送となる場合がある。
- また、ラジオ版では、ラジソン放送日や箱根駅伝中継（文化放送制作）放送で、ワイド番組が休止となる時は、5分の単独番組で放送される。

## RABニュース
「東奥日報ニュース」もしくは「RABニュースレーダー」（テレビ版）が編成などの事情で休止となった際に、このタイトルでニュースを放送する。また、ラジオでは午後の一部時間帯でレギュラー放送枠が存在するが、特番編成の兼ね合いで休止の場合がある。

### テレビ
- 年末年始の特別編成、大規模なスポーツイベント（例：プロ野球日本シリーズ）の中継に伴いローカルニュースのレギュラー放送がいずれも休止となった場合。単独番組での放送ではなく「NNNニュース」への内包で放送されることが殆どである。

単独番組で放送される場合、年末年始以外は「RABニュースレーダー」の代替として「ニュースレーダー」の短縮版でRABニュースが放送されることがある。年末年始やローカル枠の時間が短い場合は日テレ発の全国ニュースに内包される。
- 「24時間テレビ」放送内でのローカルニュース（2010年度より・「NNNストレイトニュース」の後に放送）。
- ミニ番組枠を返上して、青森県内における首長（知事・市町村長）・市町村議員の選挙速報を伝える場合。
- 1970年代前半頃は、平日14:45 - 15:00に、1973年10月から1974年3月までは、『NNNモーニング7』の次番組として、土曜日7:15 - 7:30に、それぞれ定期放送があった。

#### 備考
- 放送フォーマットは、スタジオおよびテロップテンプレートも「東奥日報ニュース」と全く同じで、タイトルの部分を差し替えている。
- 2009年度まで「24時間テレビ」内でのローカルニュースは、一切のタイトルをつけずに番組内の1コーナーとして、テレビスタジオもしくは県内メイン会場のサンロード青森から放送していた。2010年以後はニューススタジオからの放送。
- 2012年3月30日夕方は巨人×ヤクルト開幕戦の中継で「ニュースレーダー」が休止となり、｢RABニュース｣として放送されたが、番組そのものは平時の「ニュースレーダー」と同じキャスター・フォーマットで放送し、それ以降もスポーツ中継などで編成に変更があり、10分以上の枠がある場合は同様な形式で放送される[14][15]。
- 県内で知事選などの首長選挙が行われた場合、週末のNNN最終ニュース[16]のローカルニュース枠をRAB発の「RABニュース」に差し替える場合がある。
  - 2020年以降は新型コロナウイルス感染症の青森県内の情報を伝えるために平日・週末・年末年始問わずローカル枠を行使してRABニュースに差し替えを行うようになった。NNN最終ニュースのローカル枠を行使してRABニュースを挿入する場合、通常編成時の平日であれば通常時の青森県内の天気予報は放送されない。

### ラジオ
- 毎年1月2日・3日の箱根駅伝中継（文化放送制作）の放送内で、RAB発の定時ニュースを伝える場合。
- 毎年12月24日・25日の「ラジオ・チャリティー・ミュージックソン」内にて、「東奥日報ニュース」として放送できない時間帯に定時ニュースを放送する場合。また、同番組の放送が平日にあたり、本来ならばラジオ版「ニュースレーダー」を放送している18:00から定時ニュースを放送する場合。

#### 定時放送の時間
- 平日：14:00 / 15:00（「GO!GO!らじ丸」内）
- 土曜：14:00（「十日市秀悦のサタデー横町」内）
- 日曜：16:00（「良平のラジオにおいでよ!!」内）

土日の当該時間枠は、特番枠に充てられていることもあり、放送休止の場合がある。なお、「サタデー夢ラジオ」が放送されていた2012年9月まで土曜は13:00の放送だった（同番組に内包）。

#### 備考
- 番組MCのアナウンサーまたはアナウンサー経験者がそのまま担当するが、スタジオに不在の時は東奥日報ニュースと同様の対応が取られる。
- テレビと異なり、年末年始のラジオ版「ニュースレーダー」休止分は土日と同様、「東奥日報ニュース」として5分枠で放送。